# FC Olympique 13
FC Olympique 13 war ein Amateur-Fußballverein aus Gibraltar. Sie spielen in der Gibraltar Division 2, der zweithöchsten Spielklasse Gibraltars.

## Geschichte
Der FC Olympique 13 verpasste in der Saison 2013/14 knapp die Play-off-Spiele um drei Punkte und landete am Ende mit 39 Punkten auf Platz 3. 